# 전대양
전대양(1959년~2024년 10월 2일)는 대한민국의 경찰학자로 대학교수, 저술가이다.

## 학력
- 동국대학교 경찰행정학과 행정학 학사
- 동국대학교 대학원 경찰행정학과 행정학 석사
- 동국대학교 대학원 경찰행정학과 법학 박사

## 경력
- 해양경찰위원회 위원
- 강원자치경찰위원회 위원
- 치안연구소 치안연구위원
- 국가기록원 자문위원
- 한국범죄심리학회 회장
- 한국행정학회 형사사법연구회장
- 강원지방경찰청 수사이의심의위원
- 강원지방경찰청 수사경찰평가위원
- 국가기록원 정책자문위원
- 통계청 범죄분류자문위원
- 국방부 대테러위원
- 한국민간경비학회 편집위원
- 한국교정학회 정회원
- 경기일보 오피니언 리더
- 가톨릭관동대학교 사회과학대학 학장
- 가톨릭관동대학교 편입학홍보위원장
- 가톨릭관동대학교 경찰행정학과 교수

## 저서
- New 범죄수사 I
- 범죄과학
- 5G시대와 범죄
- 범죄수사Ⅰ
- 범죄 수사경찰평가위원 Ⅱ
- 범죄학
- 범죄-누가, 왜?
- 범죄수사
- 새 현대사회와 범죄
- 범죄학개론Ⅰ
- 범죄학개론Ⅱ
- 범죄대책론
- 형사사법제도론
- 조직범죄론
- 피해자학
- 형사정책

## 가족 관계
- 배우자: 홍예식
  - 슬하: 전충용, 전효연
  - 사위: 문소화

## 같이 보기
- 표창원
- 권일용